# Жовтий чай

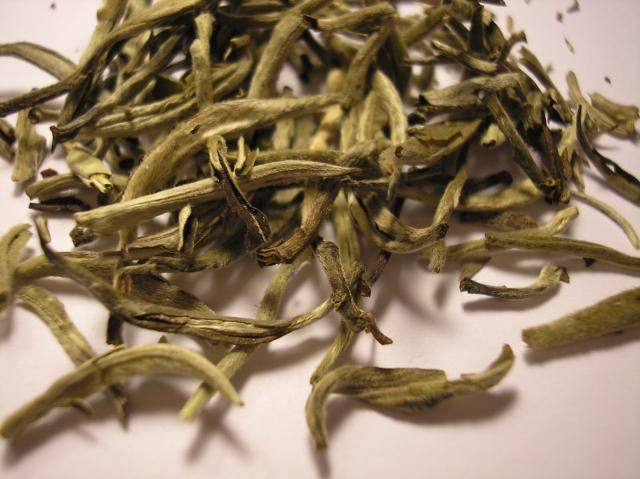
Жовтий чай Bai Hao Yin Zhen

Жовтий чай (кит.: 黃茶) — рідкісний ґатунок високоякісного китайського чаю. 

## Історія

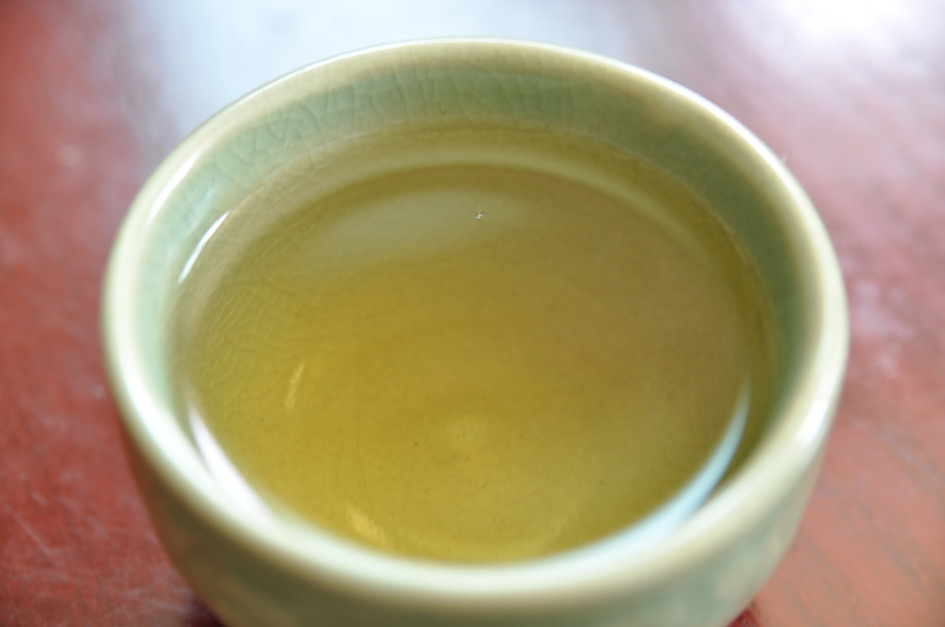
Hwangcha; жовтий чай

Жовтий чай — порівняно маловідомий за межами Китаю тип чаю, однак дуже популярний в самій країні і відомий ще з часів династії Тан (618—907 рр. н. е.). Хуо Шань Хуан Я (жовті бруньки з гори Хуо Шань) — один з найвідоміших жовтих чаїв, який вперше згадується ще в знаменитій книзі Лу Ю «Ча Цзин» («Чайний канон»).

## Виготовлення
Жовтий чай загалом схожий на зелений чай, але має деякі відмінності у технології виробництва, а саме — уповільнена стадія сушіння. Цей технологічний прийом надає жовтому чаю особливий аромат, за який він і цінується.
Виробництво цього чаю відрізняється від виробництва зеленого чаю додатковим етапом повільної ферментації, який триває в різних жовтих чаїв від 30 хвилин до тижня. 
Для Хуо Шань Хуан Я чаю збирають найніжніші бруньки (іноді з одним або двома листочками), що вкриті білими ворсинками, та обробляють за складною технологією, яка була втрачена у 40-х роках 20-го століття, однак у 1970-х була відновлена трьома старими чайними майстрами. Отриманий чай має унікальний свіжий аромат з нотами, що нагадують солодку кукурудзу, зелений горошок та авокадо. Смак чаю свіжий і солодкий, відрізняється від зелених чаїв додатковою пікантністю.

## Дія
Вплив жовтого чаю на організм почали досліджувати лише зовсім недавно - на початку XXI ст..
Активність антиоксидантів (аналіз DPPH, ABTS і ORAC) та інгібіторів холінестерази (аналіз AChE, BChE) підтверджено при додавання жовтого чаю до  готових шоколадних виробів і було найвищим для темного шоколаду з жовтим чаєм з терміном зберігання до 6 місяців.